# プロト自動車
プロト自動車（プロトじどうしゃ、Proto Motors ）は大韓民国に存在したスポーツカーメーカーおよびコーチビルダーである。
1997年に設立され、2007年に解散した。Oullim Motors（어울림모터）に事業が引き継がれた。

## 車種一覧
- RT-X (1998年)
- PS-II (2000年)
- スピラ (Spirra, 2002年)：フォード製V型8気筒4.6Lエンジン搭載
- キア・グランドカーニバルリムジン (2006年)